# Réseau de bus BKV
Le réseau de bus BKV couvre l'ensemble de Budapest et une partie de son agglomération. Partie prenante du réseau d'autobus de Budapest, il est exploité par la société publique Budapesti Közlekedési Zrt. et regroupe plus de 200 lignes.

## Types de lignes
Le réseau de bus de Budapest est composé de lignes intramuros et de lignes de banlieue. Ces-dernières sont presque entièrement gérées par la société Volánbusz Zrt. Elles sont numérotées de 300 à 899. Les lignes intramuros se départagent en plusieurs types :

### Lignes primaires
Ce sont les lignes qui desservent tous les arrêts sur leur trajet. Leur numérotation ne comporte pas de lettres (ex : 7, 178).

### Lignes complémentaires
Les lignes complémentaires se rattachent toujours à des lignes primaires. Elles effectuent le même trajet que ces dernières, mais pas en entier. Elles facilitent le trafic en heure de pointe et dans des zones plus fréquentées. Les lignes complémentaires sont marquées par la lettre "A" (ex : 16A).

### Lignes express
Anciennement appelées lignes rapides (gyorsjáratok), elles ne desservent que les stations importantes sur leur trajet, permettant ainsi aux voyageurs de se déplacer plus rapidement. Elles étaient autrefois notées "GY", aujourd'hui elles sont marquées par un "E" (ex : 7E, 40E).

### Lignes nocturnes
Entre 11 heures et 4h30 du matin, les lignes nocturnes prennent le relai sur le réseau BKV. Elles sont au nombre de 30 et sont numérotées de 900 à 999. La lettre "É" (éjszakai, nocturne en hongrois) les signale.

## Histoire
La première ligne d'autobus (à l'époque omnibus) a été lancée le 1er mars 1915 à 7 heures. Le bus circulait tous les quarts d'heures sur un tronçon de 2,8 km du côté Pest. Grâce à sa popularité, la ligne a été prolongée le 13 octobre 1915 pour atteindre 3,8 km. À cause du manque de pneus et de carburant, cette ligne fut supprimée en 1917. 4 ans plus tard, le 14 octobre 1924 elle a été rouverte, avec cette fois 4 bus portant le numéro 1. Le même mois, Buda a également lancé une ligne d'autobus portant le numéro 3 circulant à l'essence.
En 1929, le réseau géré par la Société des Bus de la Capitale (FAÜ) comprenait deux lignes sur lesquelles circulaient 29 autobus. Les omnibus ont été définitivement retirés. L'année suivante, le premier garage a été ouvert.
En 1937, tous les bus ont été repeints en bleu, leur couleur actuelle. Les toits ont d'abord été peints en blanc, puis en gris.
Durant la guerre, plus de la moitié des véhicules ont été détruits. Leur reconstruction a pris plusieurs années.
Le 5 novembre 1960, le premier bus articulé a été mis en service sur la ligne 1. L'année suivante, la production de bus en grand nombre a débuté.
En 1964, les bus de la Société Ikarus ont été mis en service sur le réseau. La société FAÜ disposait alors de 1200 bus qui transportaient au total 469 millions de voyageurs.
Le 1er janvier 1968 les différentes sociétés de transports (FAÜ (bus), FVV (tramways), BHÉV (trains de banlieue) et la société gérant le transport fluvial) se sont alliées pour former l'organisme actuel, la BKV (Budapesti Közlekedési Vállalat).

## Matériel roulant actuel
Aujourd'hui[Quand ?], 20 types de bus différents circulent à Budapest, gérés par la BKV et ses partenaires comme Volánbusz et VT-ARRIVA:
- Ikarus 260 (34 modèles, depuis 1971)
- Ikarus 280 (70 modèles, depuis 1971)
- Ikarus 405 (9 modèles, depuis 1995)
- Ikarus 412 (35 modèles, depuis 1999)
- Ikarus 415 (6 modèles, depuis 1987)
- Ikarus 435 (31 modèles, depuis 1994)
- Ikarus V127 (18 modèle, depuis 2014)
- Ikarus V187 (1 modèle, depuis 2012)
- Volvo 7000A (31 modèles, depuis 2013)
- Volvo 7700A (148 modèles, depuis 2004)
- Volvo-Alfa Localo (19 modèles, depuis 2003)
- Volvo B9L-Alfa Cívis 12 (15 modèles, depuis 2014)
- Van Hool AG300 (27 modèles, depuis 2008)
- Van Hool newAG330 (25 modèles, depuis 2014)
- Van Hool A300 (10 modèles, depuis 2012)
- Van Hool newA330 (4 modèles, depuis 2013)
- Van Hool newA330 CNG (47 modèles, depuis 2014)
- Mercedes-Benz O530 Citaro (76 modèles, depuis 2012)
- Mercedes-Benz O530 Citaro CNG (20 modèles, depuis 2016)
- Mercedes-Benz O530 Citaro G (19 modèles, depuis 2017)
- Mercedes-Benz Conecto (76 modèles, depuis 2015)
- Mercedes-Benz Conecto G (186 modèles, depuis 2015)
- Volvo 7000 (36 modèles, depuis 2015)
- Volvo 7700 (38 modèles, depuis 2012)
- Volvo 7700 Hybrid (28 modèles, depuis 2013)
- Volvo 7900 Hybrid (1 modèles, depuis 2019)
- Vehixel Cytios 3 (3 modèles, depuis 2014)
- Mercedes-Benz Citaro 2 (80 modèles, depuis 2013)
- Mercedes-Benz Citaro2 G (81 modèles, depuis 2013)
- MAN Lion’s City (188 modèles, depuis 2014)
- MAN Lion’s City GL (5 modèles, depuis 2018)
- Modulo M108d (49 modèles, depuis 2015)
- Modulo M168d (10 modèles, depuis 2018)
- Modulo Medio Electric (19 modèles, depuis 2016)
- Karsan ATAK (16 modèles, depuis 2015)
- Renault Master (6 modèles, depuis 2010)
- Solaris Urbino 10 (5 modèles, depuis 2014)
- Volvo 7900A (32 modèles, depuis 2014)
- Volvo 7900A Hybrid (28 modèles, depuis 2015)

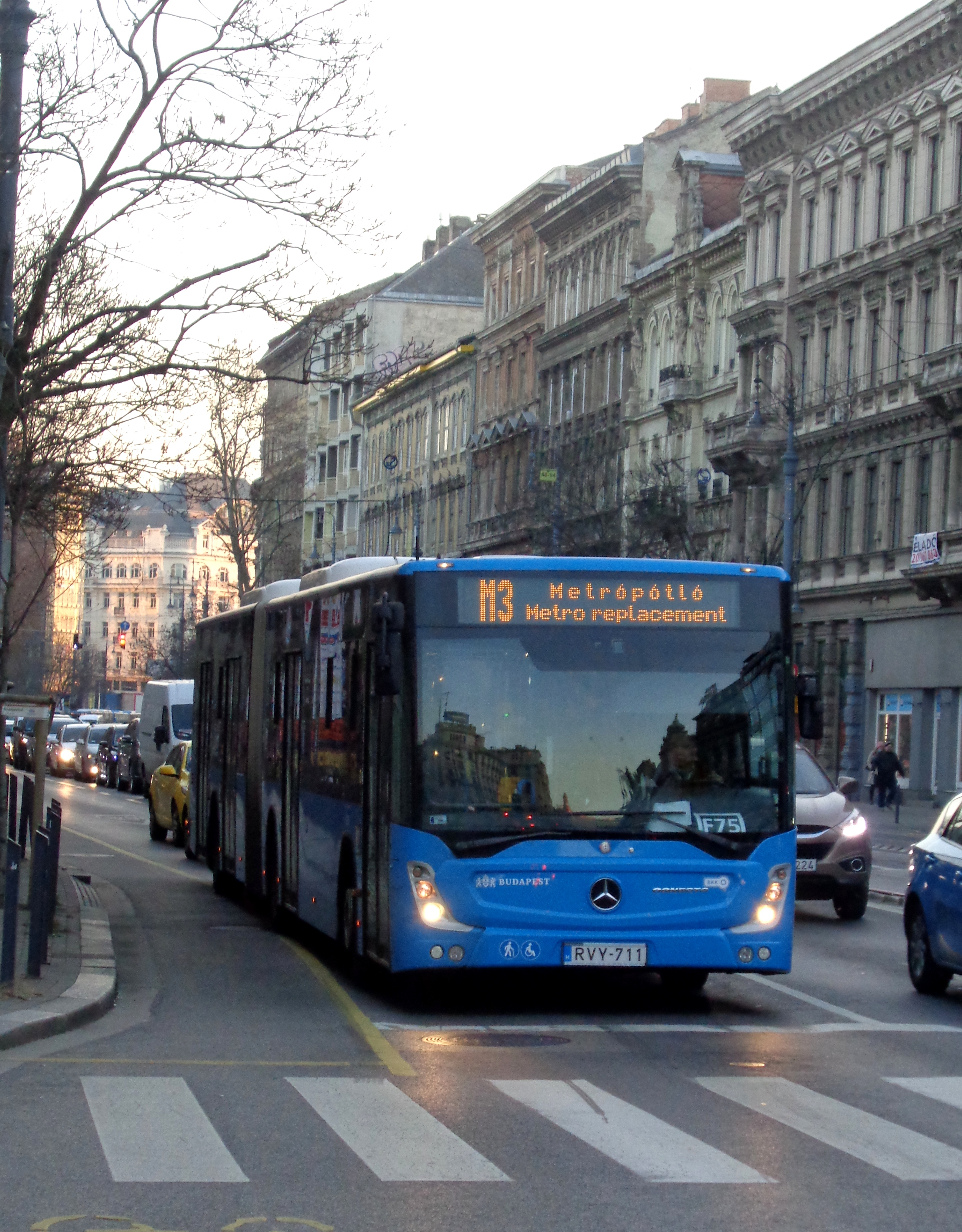
Mercedes-Benz Conecto NG
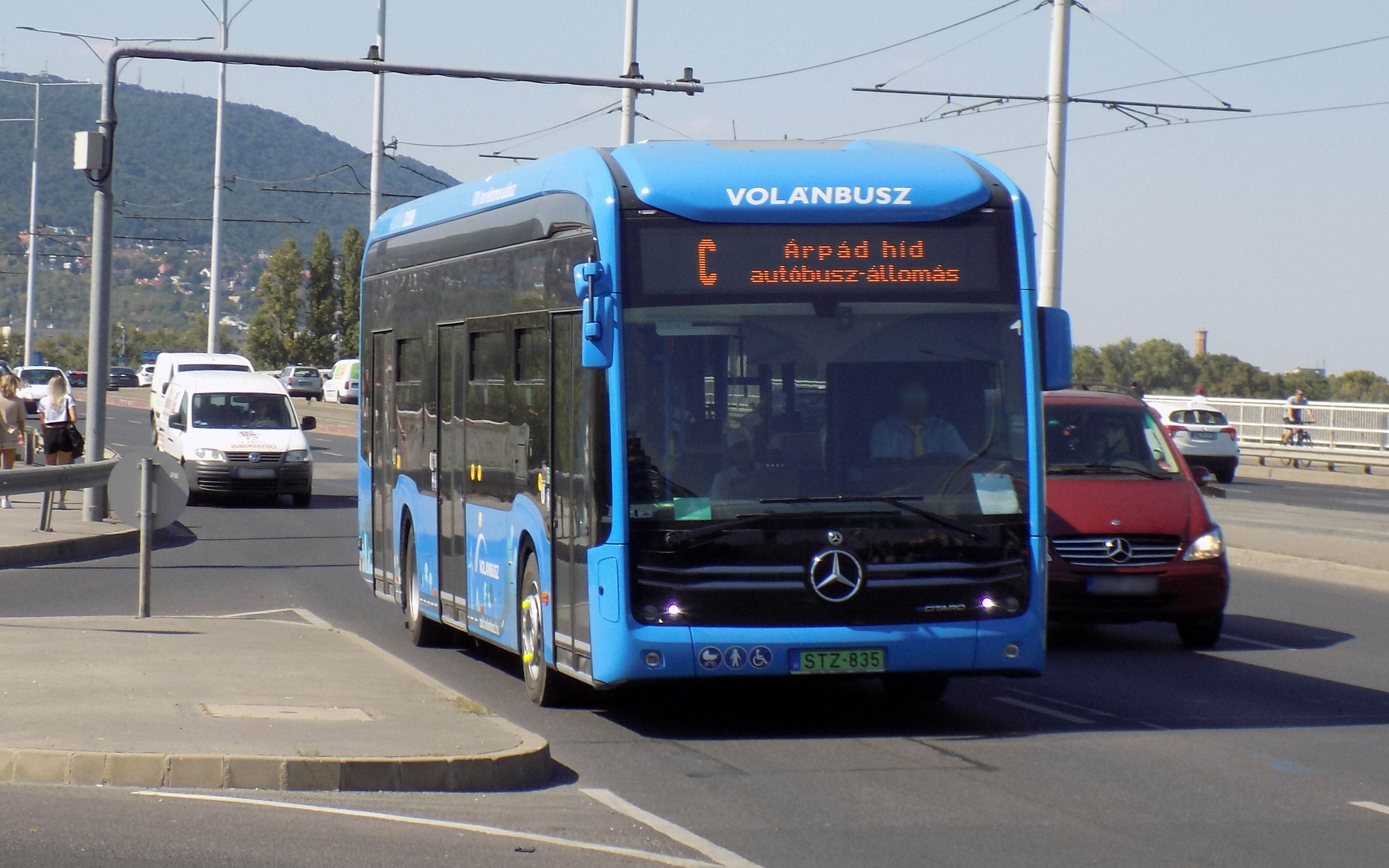
Mercedes-Benz eCitaro
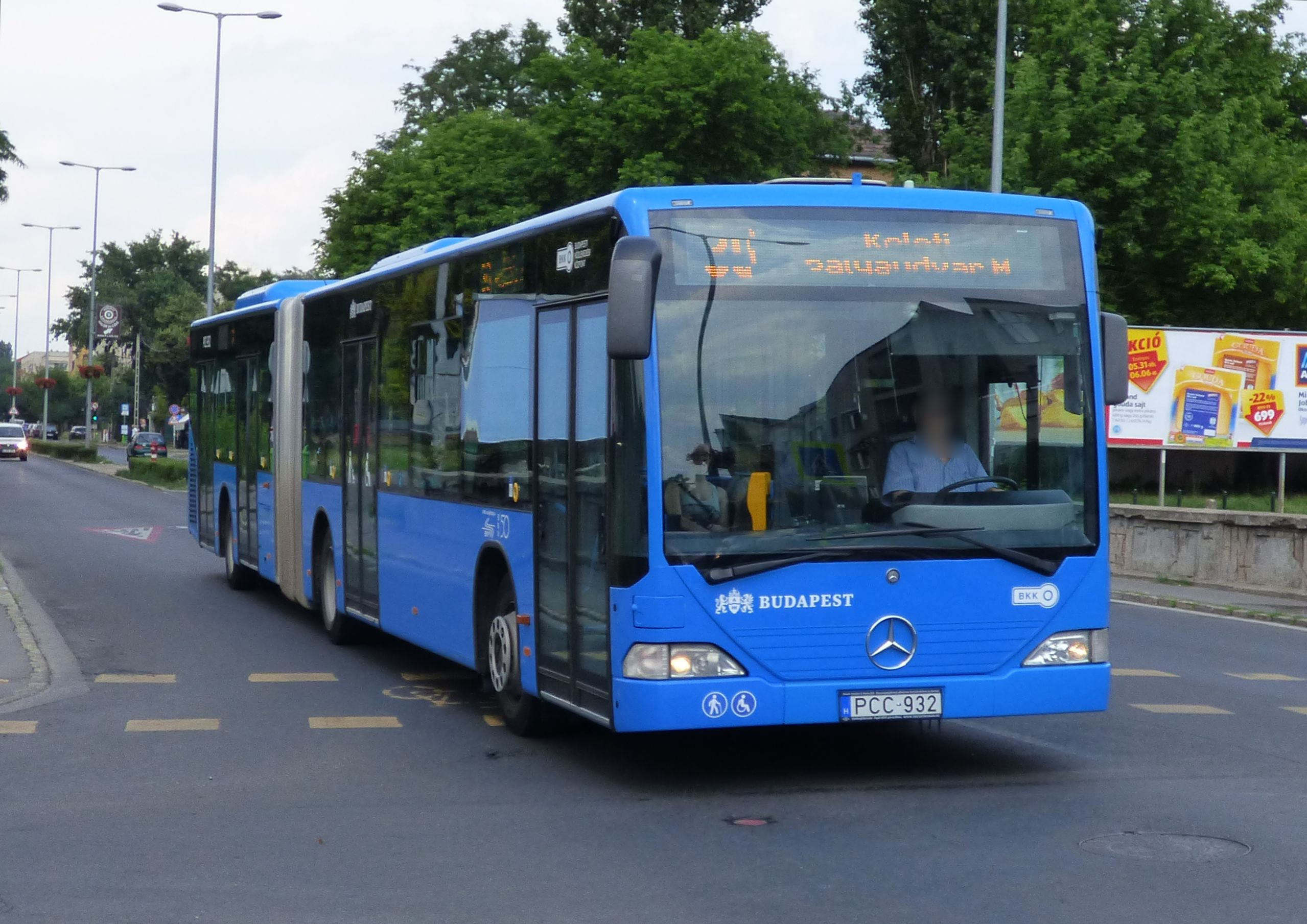
Mercedes-Benz Citaro O530 G
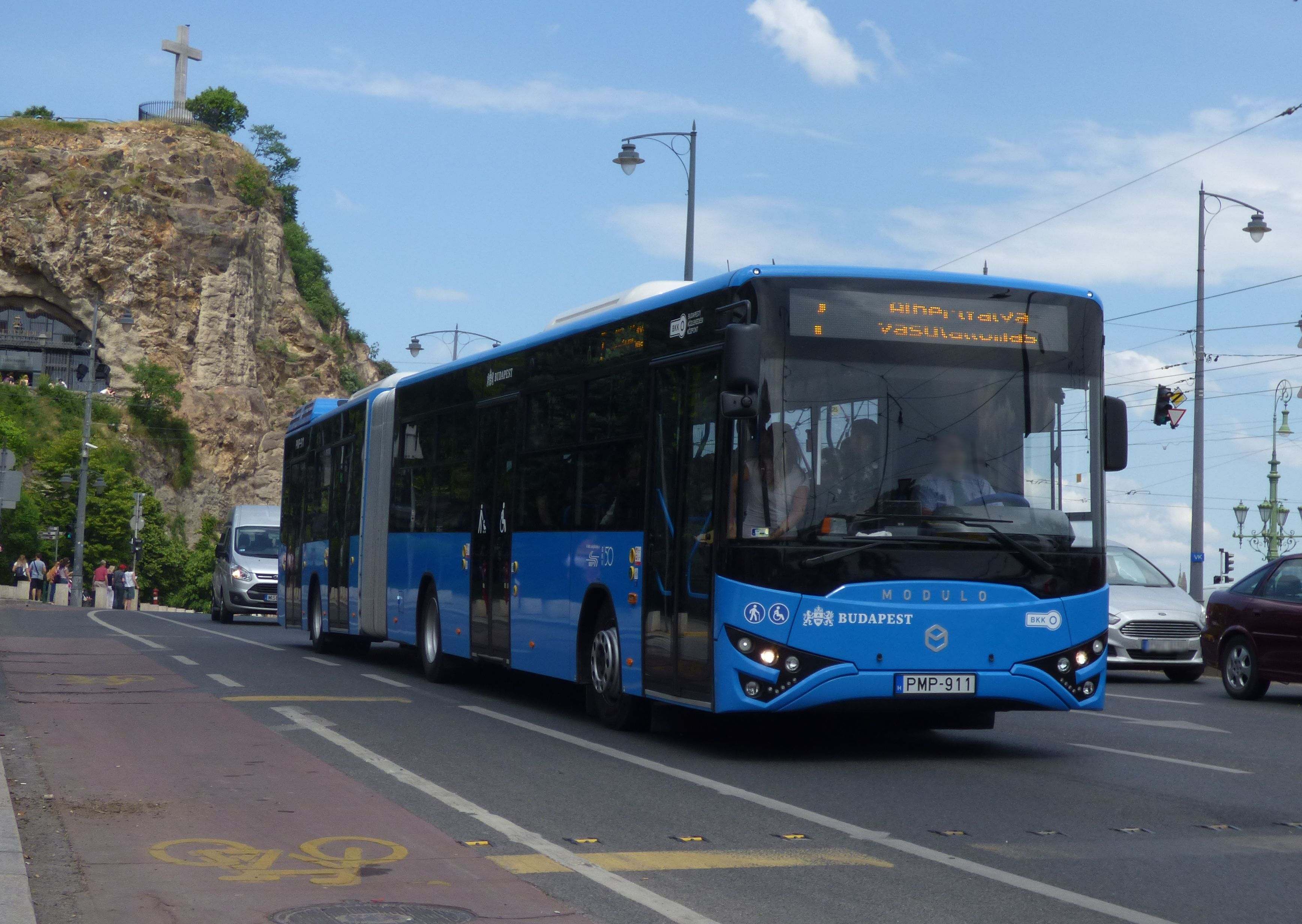
Modulo M168d
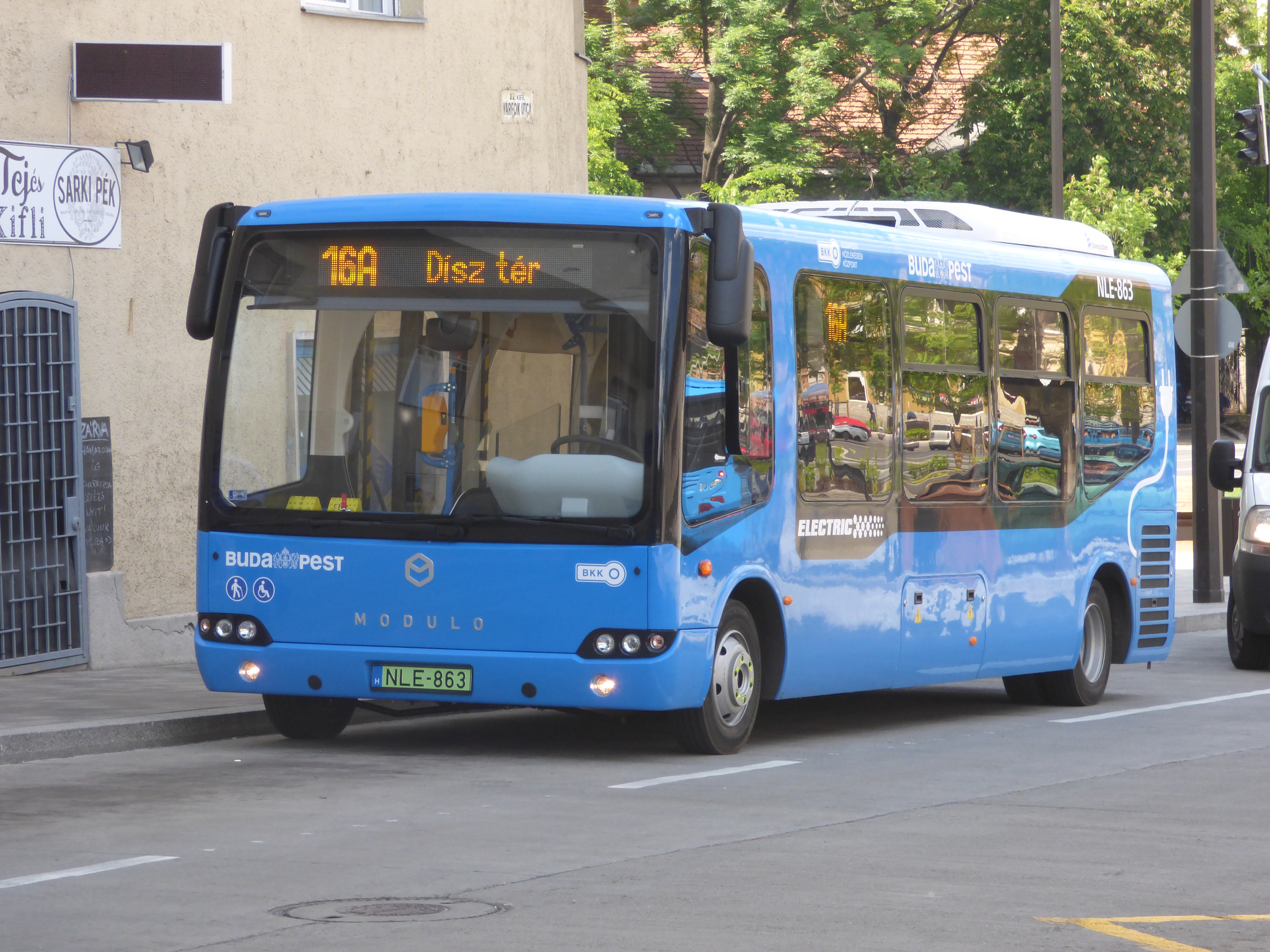
Modulo Medio Electric
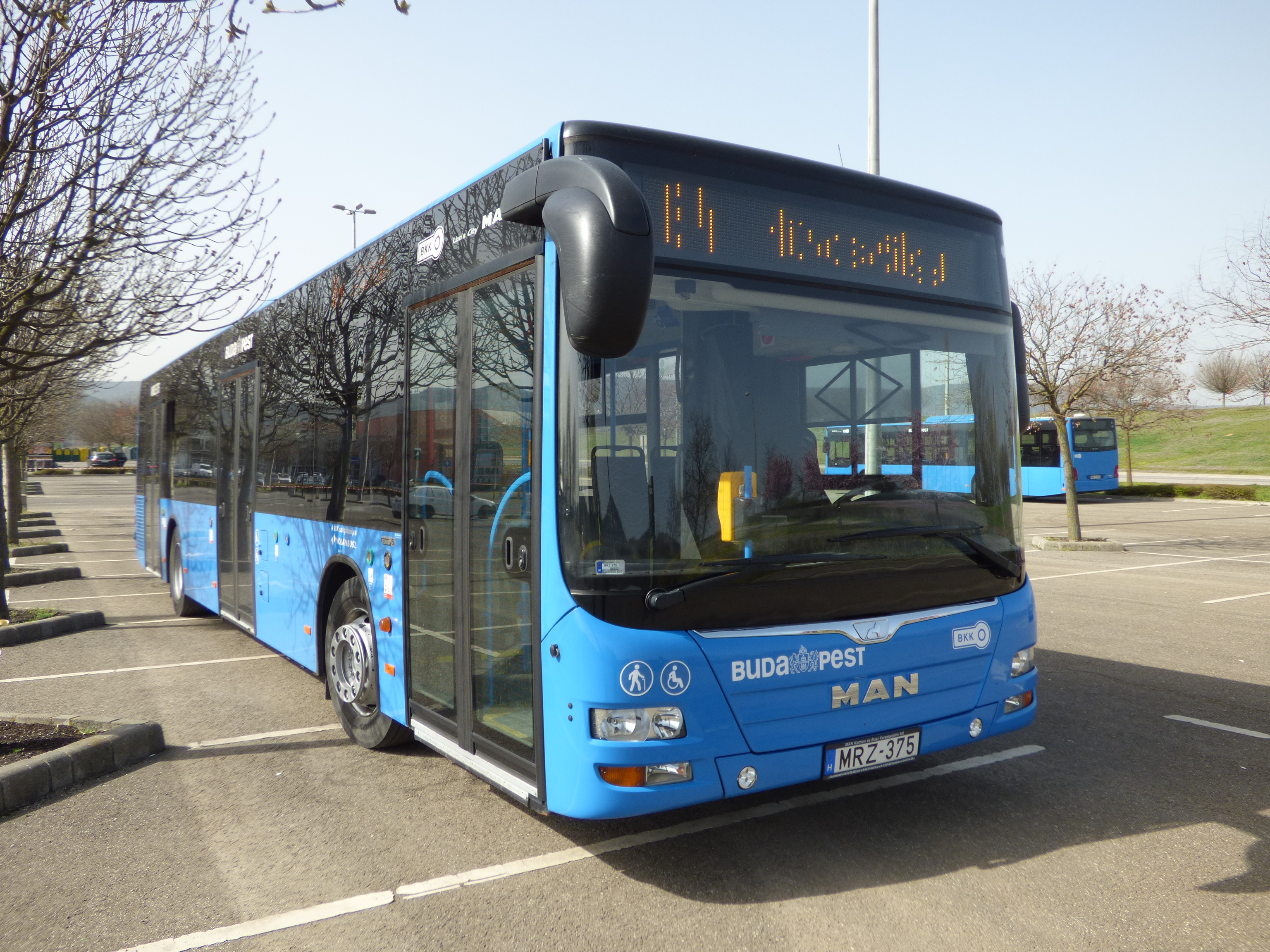
MAN Lion’s City
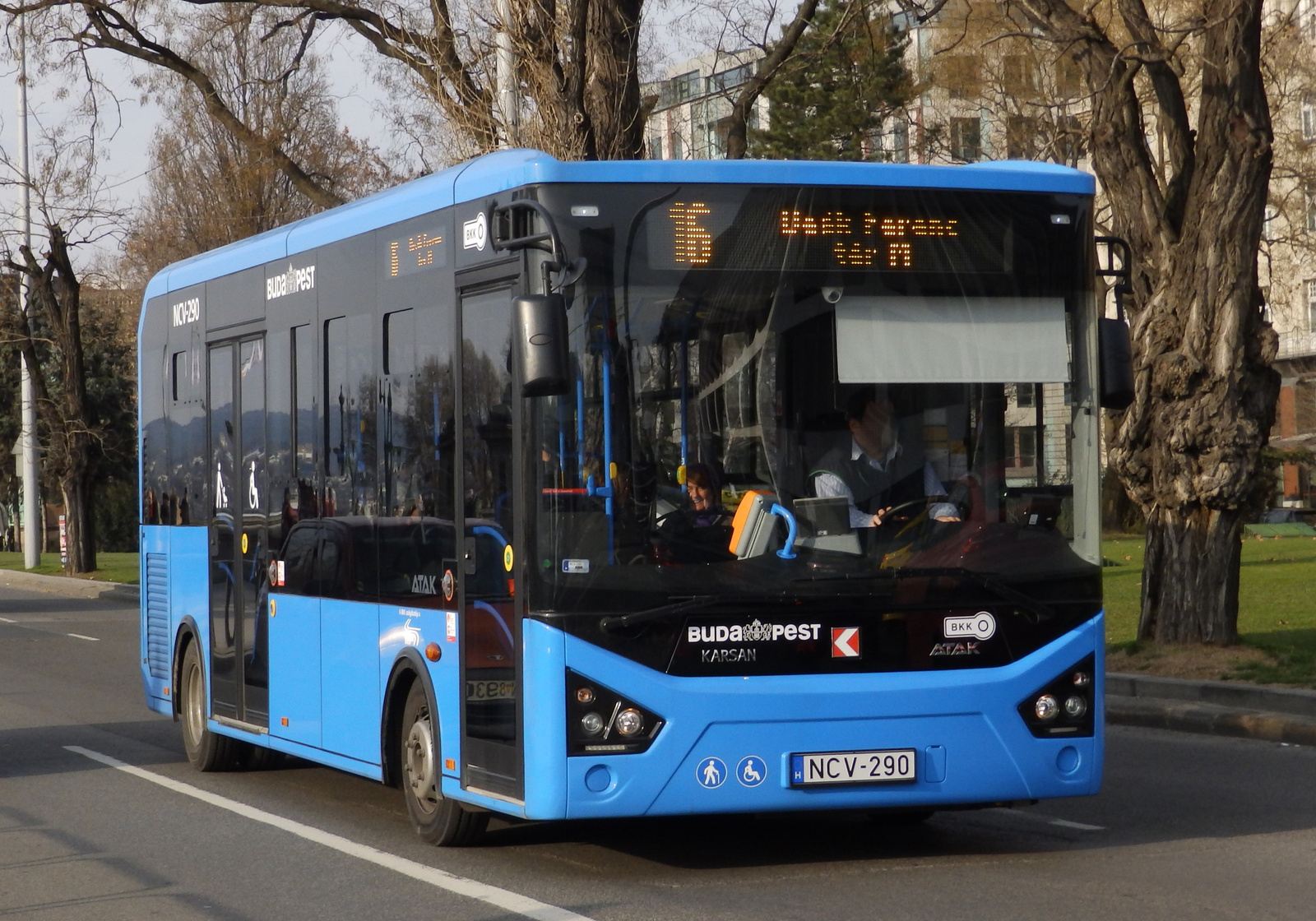
Karsan Atak
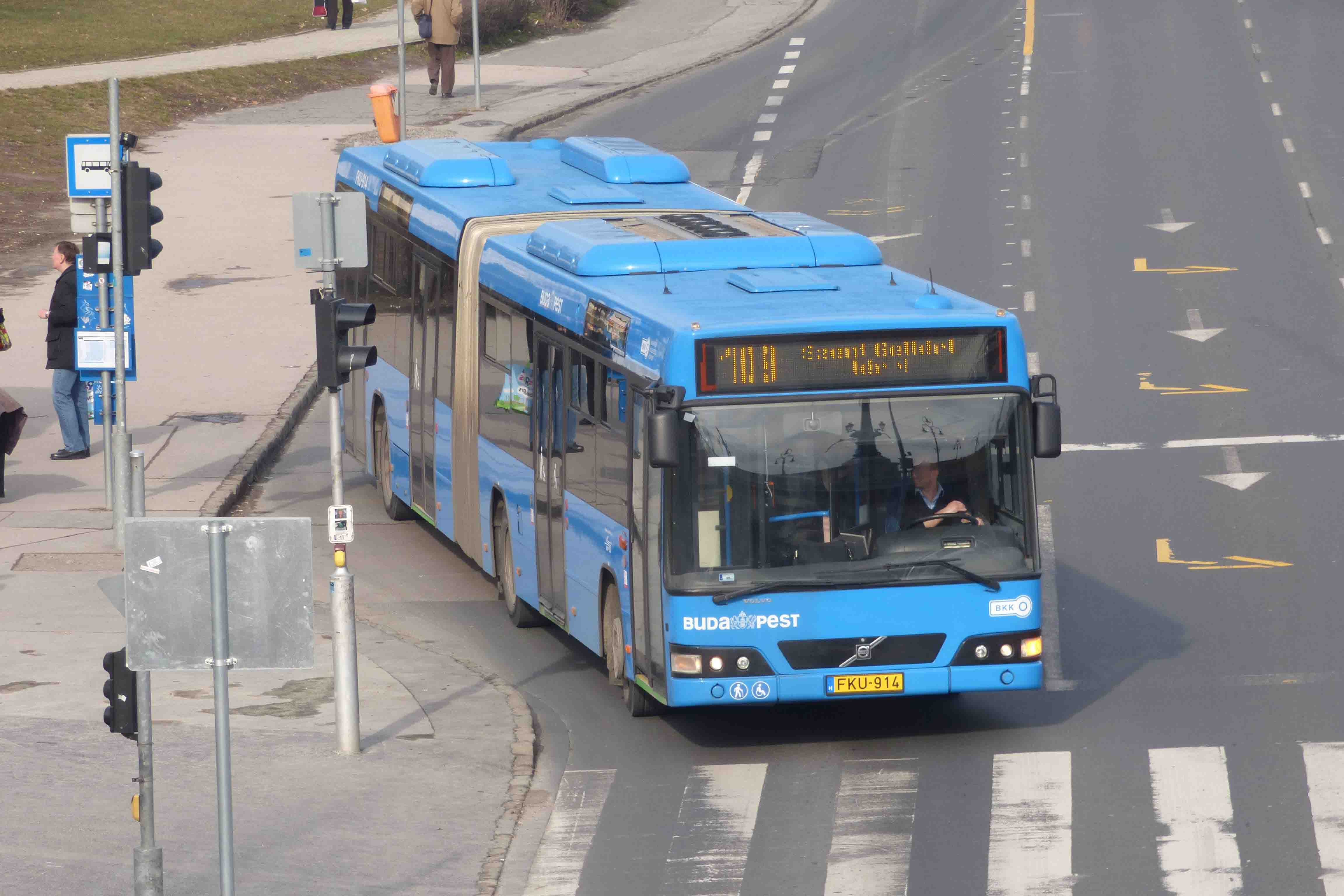
Volvo 7700A
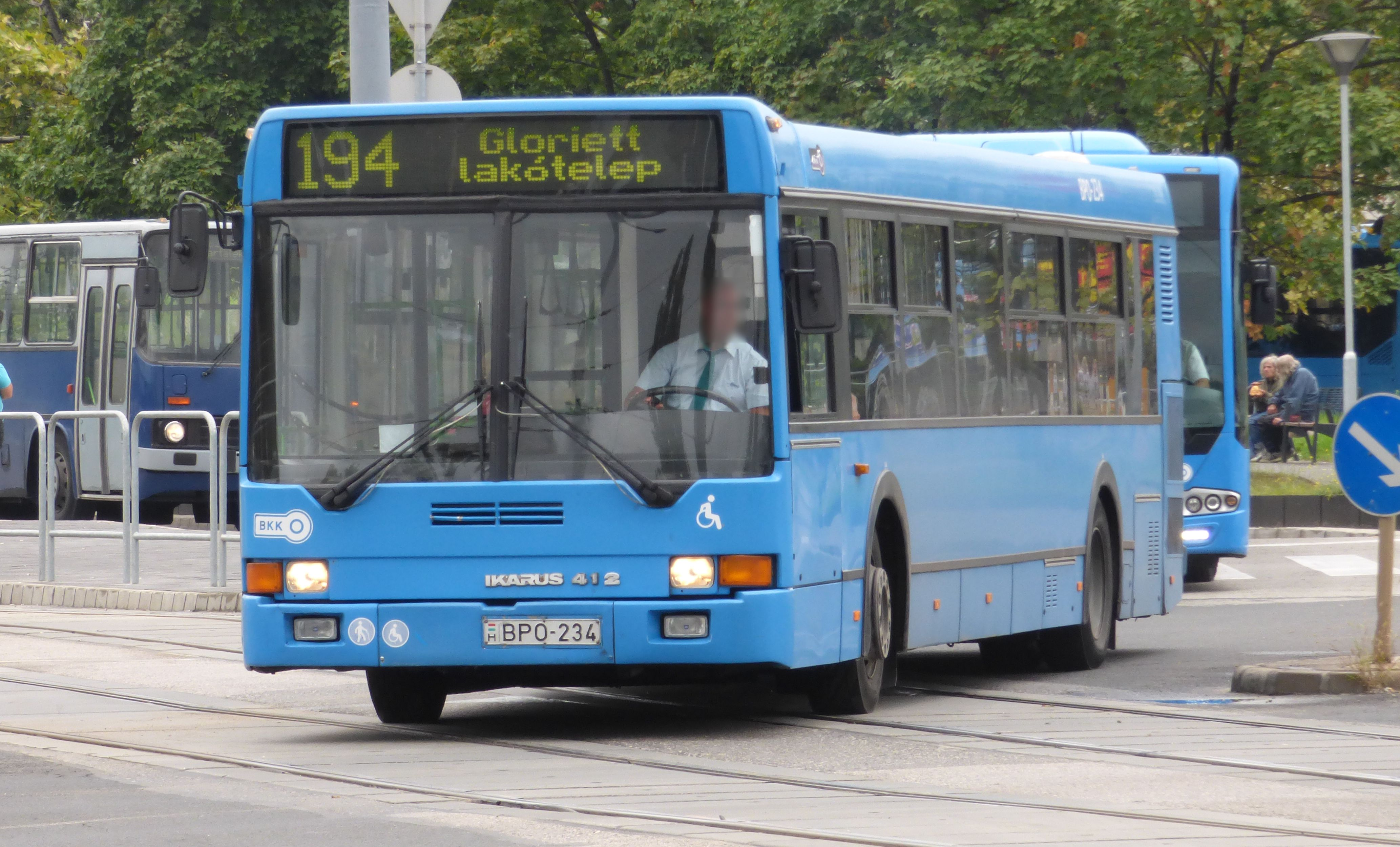
Ikarus 412

## Les garages
Les bus de la BKV sont conservés par cinq garages à Budapest.

### Garage de Kelenföld
Anciennement Garage Sándor Fürst

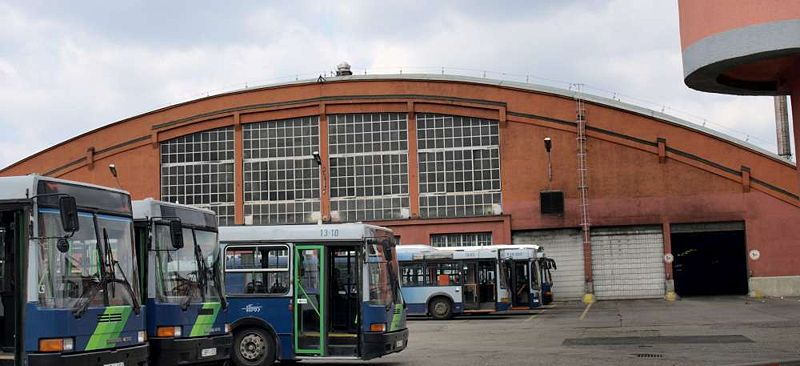
Le garage de Kelenföld

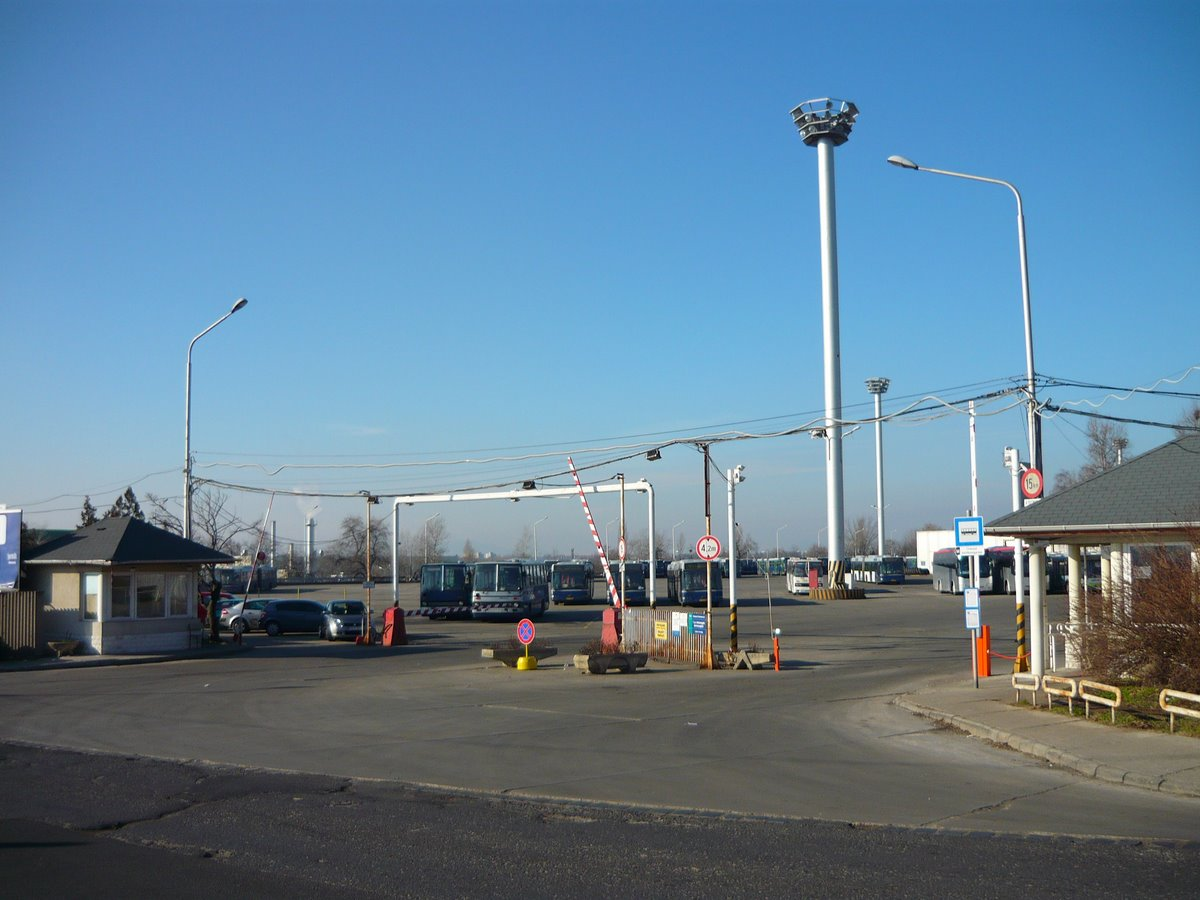
Le garage de Cinkota

- Adresse : 55, Hamzsabégi út, Budapest 11e
- Inauguration : 1er janvier 1949

### Garage Dél-Pest
Anciennement Garage Kilián
- Ancien garage
  - Adresse : Parcelle délimitée par Garázs utca, Nádasdy utca, Hofherr Albert utca et Nagykőrösi út
  - Inauguration : 4 avril 1958
- Nouveau garage
  - Adresse : 39, Méta utca, Budapest 19e
  - Inauguration : 1983

### Garage de Óbuda
- Adresse : 15, Pomázi út, Budapest 3e
- Inauguration : 1970

### Garage de Cinkota
- Adresse : 122, Bökényföldi út, Budapest 16e
- Inauguration : 15 décembre 1975

### Garage de Kőbánya
Anciennement Garage Pongrác
- Adresse : 8, Zách utca, Budapest 10e
- Inauguration : 1962

## Lignes actuelles
| Numéro de la ligne | Tronçon                                                                                         |
| ------------------ | ----------------------------------------------------------------------------------------------- |
| 5                  | Pasaréti tér – Rákospalota, Kossuth utca                                                        |
| 7                  | Újpalota, Nyírpalota út – Albertfalva vasútállomás                                              |
| 7E                 | Újpalota, Nyírpalota út – Blaha Lujza tér M                                                     |
| 7G                 | Cinkotai autóbuszgarázs → Újpalota, Nyírpalota út                                               |
| 8E                 | Kelenföld vasútállomás M – Újpalota, Nyírpalota út                                              |
| 9                  | Kőbánya alsó vasútállomás – Óbuda, Bogdáni út                                                   |
| 10                 | Örs vezér tere M+H – Expó tér (aller-retour)                                                    |
| 11                 | Batthyány tér M+H – Nagybányai út                                                               |
| 13                 | Budatétény vasútállomás (Campona) – Diósd, Búzavirág utca                                       |
| 13A                | Budatétény vasútállomás (Campona) – Diósd, Sashegyi út                                          |
| 15                 | Boráros tér H – Gyöngyösi utca M                                                                |
| 16                 | Deák Ferenc tér M – Dísz tér – Széll Kálmán tér M                                               |
| 16A                | Dísz tér – Széll Kálmán tér M                                                                   |
| 20E                | Káposztásmegyer, Szilas-patak – Keleti pályaudvar M                                             |
| 21                 | Széll Kálmán tér M – Normafa, látogatóközpont                                                   |
| 21A                | Széll Kálmán tér M – Svábhegy                                                                   |
| 22                 | Széll Kálmán tér M – Budakeszi, Tesco áruház                                                    |
| 22A                | Széll Kálmán tér M – Budakeszi, Dózsa György tér                                                |
| 23                 | Boráros tér H – Pesterzsébet, Ady Endre tér                                                     |
| 23E                | Boráros tér H – Ady Endre utca (Topánka utca)                                                   |
| 25                 | Mexikói út M – Újpest-központ M                                                                 |
| 26                 | Nyugati pályaudvar M – Göncz Árpád városközpont M                                               |
| 27                 | Móricz Zsigmond körtér M – Sánc utca                                                            |
| 29                 | Szentlélek tér H – Hűvösvölgy                                                                   |
| 30                 | Keleti pályaudvar M – Káposztásmegyer, Mogyoródi-patak                                          |
| 30A                | Keleti pályaudvar M – Megyer, Szondi utca                                                       |
| 31                 | Örs vezér tere M+H – Árpádföld, Bekecs utca                                                     |
| 32                 | Göncz Árpád városközpont M – Örs vezér tere M+H                                                 |
| 33                 | Móricz Zsigmond körtér M – Nagytétény-Diósd vasútállomás                                        |
| 33A                | Móricz Zsigmond körtér M → Építész utca                                                         |
| 34                 | Lehel tér M – Békásmegyer, Újmegyeri tér                                                        |
| 35                 | Szentlőrinci úti lakótelep – Csepel, Csillagtelep                                               |
| 36                 | Pestszentlőrinc vasútállomás – Csepel, Csillagtelep                                             |
| 38                 | Szigetszentmiklós, Szabadság utca – Csepel, Szent Imre tér                                      |
| 38A                | Lakihegy, Cseresznyés utca – Csepel, Szent Imre tér                                             |
| 39                 | Batthyány tér M+H – Kissvábhegy                                                                 |
| 40                 | Budaörsi lakótelep – Kelenföld vasútállomás M                                                   |
| 40B                | Budaörsi lakótelep – Kelenföld vasútállomás M                                                   |
| 40E                | Budaörsi lakótelep – Kelenföld vasútállomás M                                                   |
| 44                 | Örs vezér tere M+H – Centenáriumi lakótelep                                                     |
| 45                 | Örs vezér tere M+H – Cinkota, Lassú utca                                                        |
| 46                 | Újpalota, Nyírpalota út – Rákoskereszúr, városközpont – Helikopter lakópark                     |
| 53                 | Újbuda-központ M – Mindszenty József bíboros tér                                                |
| 54                 | Boráros tér H – Pestszentimre, Ültetvény utca (– Víztorony tér)                                 |
| 55                 | Boráros tér H – Gyál, Vecsési út                                                                |
| 57                 | Hűvösvölgy – Pesthidegkút (aller-retour)                                                        |
| 58                 | Móricz Zsigmond körtér M – Balatoni út / Háros utca                                             |
| 63                 | Hűvösvölgy – Nagykovácsi, Tisza István tér                                                      |
| 64                 | Hűvösvölgy – Solymár, Auchan áruház                                                             |
| 64A                | Hűvösvölgy – Solymár, Templom tér                                                               |
| 65                 | Kolosy tér – Szépvölgyi dűlő                                                                    |
| 65A                | Kolosy tér – Fenyőgyöngye                                                                       |
| 66                 | Határ út M – Soroksár, központi raktárak                                                        |
| 66B                | Határ út M – Soroksár, BILK                                                                     |
| 66E                | Határ út M – Soroksár, BILK                                                                     |
| 67                 | Örs vezér tere M+H – Rákoskeresztúr, Aranylúd utca                                              |
| 68                 | Kispest, Vas Gereben utca – Akadémiaújtelep, 525. tér                                           |
| 71                 | Csepel, Szent Imre tér – Csepel, Horgásztanya                                                   |
| 84E                | Határ út M – Gyál, Deák Ferenc utca                                                             |
| 85                 | Örs vezér tere M+H – Kőbánya-Kispest M                                                          |
| 85E                | Örs vezér tere M+H – Kőbánya-Kispest M                                                          |
| 87                 | Kelenföld vasútállomás M – Mechanikai Művek                                                     |
| 87A                | Kelenföld vasútállomás M – Kamaraerdő                                                           |
| 88                 | Kelenföld vasútállomás M – Törökbálint, Nyár utca – Budatétény vasútállomás (Campona)           |
| 88A                | Kelenföld vasútállomás M – Törökbálint, Nyár utca                                               |
| 88B                | Kelenföld vasútállomás M – Törökbálint, Nyár utca – Budatétény vasútállomás (Campona)           |
| 89E                | Határ út M – Gyál, Bem József utca                                                              |
| 91                 | Nyugati pályaudvar M – Széll Kálmán tér M                                                       |
| 92                 | Rákosszentmihály vasútállomás – Auchan Liget                                                    |
| 92A                | Rákosszentmihály vasútállomás – Kistarcsa, kórház H                                             |
| 93                 | Kőbánya-Kispest M – Szemeretelep vasútállomás                                                   |
| 93A                | Kőbánya-Kispest M – Pestszentlőrinc, Fedezék utca                                               |
| 94E                | Határ út M – Gyál, Vecsési út                                                                   |
| 95                 | Puskás Ferenc Stadion M – Felsőcsatári köz                                                      |
| 96                 | Újpalota, Szentmihályi út – Újpest, Fóti út                                                     |
| 97E                | Örs vezér tere M+H – Rákoskert sugárút – Kucorgó tér                                            |
| 98                 | Kőbánya-Kispest M – Rákoscsaba vasútállomás                                                     |
| 98E                | Kőbánya-Kispest M – Rákoshegy vasútállomás                                                      |
| 99                 | Blaha Lujza tér M (Népszínház utca) – Pesterzsébet, Mátyás király tér                           |
| 100E               | Deák Ferenc tér M – Liszt Ferenc Airport 2                                                      |
| 101B               | Kelenföld vasútállomás M – Baross Gábor-telep                                                   |
| 101E               | Kelenföld vasútállomás M – Budatétény vasútállomás (Campona)                                    |
| 102                | Széll Kálmán tér M – Szendrő utca                                                               |
| 104                | Rákospalota, Kossuth utca – Dunakeszi, Auchan áruház                                            |
| 104A               | Rákospalota, Kossuth utca – Székesdűlő, ipartelep                                               |
| 105                | Apor Vilmos tér – Gyöngyösi utca M                                                              |
| 106                | Lehel tér M – Római úti lakótelep, Varsa utca                                                   |
| 108E               | Gazdagréti tér – Újpalota, Nyírpalota út                                                        |
| 109                | Batthyány tér M+H - Óbuda, Bogdáni út                                                           |
| 111                | Batthyány tér M+H – Óbuda, Bogdáni út                                                           |
| 112                | Bosnyák tér – Thomán István utca                                                                |
| 113                | Budatétény vasútállomás (Campona) – Diósd, Sashegyi út                                          |
| 113A               | Budatétény vasútállomás (Campona) – Angeli utca / Nagytétényi út                                |
| 114                | Kosztolányi Dezső tér – Baross Gábor-telep, Ispiláng utca                                       |
| 116                | Fény utcai piac – Dísz tér                                                                      |
| 117                | Kőbánya alsó vasútállomás – Mélytó utca                                                         |
| 118                | Szentlélek tér H – Óbuda vasútállomás                                                           |
| 119                | Gubacsi út / Határ út – Zodony utca                                                             |
| 120                | Göncz Árpád városközpont M – Újpest-központ M                                                   |
| 121                | Újpest-városkapu M (Temesvári utca) – Rákospalota-Újpest vasútállomás                           |
| 122E               | Újpest-városkapu M – Káposztásmegyer, Mogyoródi-patak                                           |
| 123                | Határ út M – Soroksár, IKEA áruház                                                              |
| 123A               | Határ út M – Szentlőrinci úti lakótelep                                                         |
| 124                | Bosnyák tér – Rákospalota, Bogáncs utca                                                         |
| 125                | Bosnyák tér – Rákospalota, MEDIMPEX                                                             |
| 125B               | Bosnyák tér – Fót, Auchan áruház                                                                |
| 126                | Káposztásmegyer, Szilas-patak – Dunakeszi, Auchan áruház                                        |
| 126A               | Káposztásmegyer, Szilas-patak – Káposztásmegyer, Mogyoródi-patak                                |
| 128                | Széll Kálmán tér M – Regőczi István tér                                                         |
| 129                | Széll Kálmán tér M – Szent Ferenc Kórház                                                        |
| 130                | Puskás Ferenc Stadion M – Újpalota, Sárfű utca                                                  |
| 131                | Örs vezér tere M+H – Kisszentmihály, Baross utca                                                |
| 132E               | Kőbánya-Kispest – Szent Lőrinc-telep                                                            |
| 133E               | Nagytétény, ipartelep – Újpalota, Nyírpalota út                                                 |
| 134                | Szentlélek tér H – Békásmegyer, Újmegyeri tér                                                   |
| 135                | Soroksár, Millenniumtelep – Soroksár, Írisz utca – Soroksár, IKEA áruház                        |
| 136                | Kőbánya-Kispest M – Havanna utcai lakótelep, Fiatalság utca                                     |
| 137                | Szentlélek tér H – Máramaros út                                                                 |
| 138                | Budatétény, vasútállomás (Campona) – Csepel, Szent Imre tér                                     |
| 139                | Széll Kálmán tér M – Gazdagréti tér                                                             |
| 140                | Törökbálint, Bevásárlóközpont – Diósárok – Széll Kálmán tér M                                   |
| 140A               | Budaörsi lakótelep – Széll Kálmán tér M                                                         |
| 140B               | Törökbálint, Bevásárlóközpont – (Törökbálint, Sportközpont –) Diósárok – Budaörsi lakótelep     |
| 141                | Kelenföld vasútállomás M – Savoya Park                                                          |
| 142E               | Határ út M – Gloriett lakótelep                                                                 |
| 144                | Örs vezér tere M+H – Rákosszentmihály, Csömöri út                                               |
| 146                | Újpalota, Nyírpalota út → Rákoskeresztúr, városközpont                                          |
| 146A               | Cinkotai autóbuszgarázs → Rákoskeresztúr, városközpont                                          |
| 147                | Újpest-központ M – Megyer, Julianus barát utca                                                  |
| 148                | Kőbánya-Kispest M – Csepel, Soroksári rév                                                       |
| 149                | Széll Kálmán tér M – Fenyves utca                                                               |
| 150                | Újbuda-központ M – Budatétény vasútállomás (Campona)                                            |
| 151                | Kőbánya alsó vasútállomás – Csepel, Határ utca                                                  |
| 152                | Csepel, Szent Imre tér – Csepel, Királyerdő út                                                  |
| 153                | Gazdagréti tér – Infopark (Pázmány Péter sétány)                                                |
| 154                | Gazdagréti tér – Újbuda-központ M – BudaPart                                                    |
| 155                | Széll Kálmán tér M – Fácános tér                                                                |
| 156                | Széll Kálmán tér M – Dániel út                                                                  |
| 157                | Hűvösvölgy – Solymár, Kerekhegy                                                                 |
| 157A               | Hűvösvölgy – Budaliget, Géza fejedelem utca                                                     |
| 158                | Balatoni út / Háros utca – Savoya Park                                                          |
| 159                | Csepel, Szent Imre tér – Szent László utcai lakótelep                                           |
| 160                | Óbudai rendelőintézet – Szent Margit Kórház – Békásmegyer H                                     |
| 161                | Örs vezér tere M+H – Kucorgó tér                                                                |
| 161A               | Örs vezér tere M+H – Rákoskeresztúr, Kis utcai lakótelep                                        |
| 161E               | Örs vezér tere M+H – Kucorgó tér                                                                |
| 162                | Kőbánya alsó vasútállomás – Maglód, Auchan áruház                                               |
| 162A               | Kőbánya alsó vasútállomás – Rákoskeresztúr, városközpont                                        |
| 164                | Hűvösvölgy – Solymár, PEMÜ                                                                      |
| 165                | Kolosy tér – Remetehegyi út                                                                     |
| 166                | Gubacsi út / Határ út – Ferihegy vasútállomás                                                   |
| 168E               | Örs vezér tere M+H – Rákoshegy, Ferihegyi út                                                    |
| 169E               | Örs vezér tere M+H – Pécel, Kun József utca                                                     |
| 170                | Újpest-központ M – Rákospalota, Csömöri-patak                                                   |
| 172                | Kelenföld vasútállomás M – Törökbálint vasútállomás                                             |
| 174                | Örs vezér tere M+H – Cinkota H                                                                  |
| 175                | Újpalota, Szentmihályi út – Cinkota H                                                           |
| 176E               | Örs vezér tere M+H – Rákospalota-Újtelep, Tóalmás utca                                          |
| 178                | Naphegy tér – Deák Ferenc tér M                                                                 |
| 179                | Közvágóhíd H – Csepel, Szent Imre tér                                                           |
| 181                | Aszódi utca – József Attila lakótelep, Távíró utca                                              |
| 182                | Kőbánya-Kispest M – Alacskai úti lakótelep                                                      |
| 183                | Pestszentlőrinc, Szarvas csárda tér – Szemeretelep, vasútállomás                                |
| 184                | Kőbánya-Kispest M – Pestszentimre, Benjámin utca                                                |
| 185                | Kőbánya alsó vasútállomás – Újhegyi út, Sportliget                                              |
| 186                | Békásmegyer H – Donát utca                                                                      |
| 187                | Kelenföld vasútállomás M – Kamaraerdő                                                           |
| 188                | Kelenföld vasútállomás M – Budakeszi, Honfoglalás sétány                                        |
| 188E               | Kelenföld vasútállomás M – Budakeszi, Honfoglalás sétány                                        |
| 191                | Nyugati pályaudvar M – Sarolta utca                                                             |
| 193E               | Kőbánya-Kispest M – Ganztelep, Mednyánszky utca (– Vecsés, Market Central Ferihegy)             |
| 194                | Határ út M – Gloriett lakótelep                                                                 |
| 194B               | Határ út M – Gloriett lakótelep                                                                 |
| 195                | Puskás Ferenc Stadion M – Rákoskeresztúr, városközpont                                          |
| 196                | Újpalota, Szentmihályi út – Újpest, Fóti út                                                     |
| 196A               | Újpalota, Szentmihályi út – Újpest-városkapu M                                                  |
| 197                | Rákoskert, vasútállomás – Rákoskert, Kucorgó tér (aller-retour)                                 |
| 198                | Dél-pesti autóbuszgarázs – Rákoscsaba-Újtelep, Tóalmás utca                                     |
| 200E               | Kőbánya-Kispest M – Liszt Ferenc Airport 2                                                      |
| 202E               | Kőbánya-Kispest M – Kucorgó tér                                                                 |
| 204                | Békásmegyer, Újmegyeri tér – Rákospalota, Kossuth utca                                          |
| 212                | Boráros tér H – Svábhegy – Normafa, látogatóközpont                                             |
| 212A               | Boráros tér H – Svábhegy                                                                        |
| 212B               | Boráros tér H – Svábhegy – Normafa, látogatóközpont – Csillebérc, KFKI                          |
| 213                | Móricz Zsigmond körtér M – Baross Gábor-telep, Török utca                                       |
| 214                | Móricz Zsigmond körtér M – Baross Gábor-telep, Ispiláng utca                                    |
| 217                | Kőbánya alsó vasútállomás – Pestszentlőrinc, Szarvas csárda tér                                 |
| 217E               | Blaha Lujza tér M – Pestszentlőrinc, Szarvas csárda tér                                         |
| 218                | Szentlélek tér H – Solymár, Auchan áruház                                                       |
| 219                | Csillaghegy H – Ürömhegyi út / Jutas utca                                                       |
| 220                | Újpest-központ M – Újpest, Erdősor út                                                           |
| 221                | Széll Kálmán tér M – Csillebérc, KFKI                                                           |
| 222                | Széll Kálmán tér M – Budakeszi, Honfoglalás sétány                                              |
| 233E               | Boráros tér H – Pesterzsébeti lakótelep                                                         |
| 224                | Boráros tér H – Szentlőrinci úti lakótelep                                                      |
| 224E               | Boráros tér H – Szentlőrinci úti lakótelep                                                      |
| 225                | Mexikói út M – Rákospalota, Székely Elek út                                                     |
| 226                | Nyugati pályaudvar M – Óbudai-sziget                                                            |
| 230                | Keleti pályaudvar M – Káposztásmegyer, Aquaworld                                                |
| 231                | Örs vezér tere M+H – Rákospalota, Széchényi tér                                                 |
| 231B               | Cserba Elemér út → Örs vezér tere M+H                                                           |
| 236                | Vecsés, Market Central Ferihegy – Havanna utcai lakótelep (körjárat)                            |
| 236A               | Ganztelep, Mednyánszky utca – Havanna utcai lakótelep (körjárat)                                |
| 237                | Szentlélek tér H – Jablonka út                                                                  |
| 238                | Szigetszentmiklós, József Attila utca – Csepel, Szent Imre tér                                  |
| 240                | Móricz Zsigmond körtér M – Budaörsi lakótelep                                                   |
| 241                | Lomnici utca – Savoya Park                                                                      |
| 241A               | Lomnici utca – Városház tér                                                                     |
| 243                | Békásmegyer H – Pince köz (körjárat)                                                            |
| 244                | Örs vezér tere M+H – Centenáriumi lakótelep                                                     |
| 250                | Kelenföld vasútállomás M – Savoya Park                                                          |
| 250B               | Kelenföld vasútállomás M – Savoyai Jenő tér (Törley tér)                                        |
| 251                | Kelenföld vasútállomás M – Savoya Park                                                          |
| 251A               | Kelenföld vasútállomás M – Városház tér                                                         |
| 251E               | Kelenföld vasútállomás M – Városház tér                                                         |
| 254E               | Népliget M – Alacskai úti lakótelep                                                             |
| 257                | Hűvösvölgy – Pesthidegkút (aller-retour)                                                        |
| 260                | Óbudai rendelőintézet – Szent Margit Kórház – Citronella utca                                   |
| 261E               | Liget sor → Örs vezér tere M+H                                                                  |
| 262                | Kőbanya alsó vasútállomás – Rákoskert sugárút                                                   |
| 264                | Hűvösvölgy – Solymár, PEMÜ                                                                      |
| 266                | Ganztelep, Mednyánszky utca – Pestszentimre vasútállomás (Vasút utca)                           |
| 268                | Kispest, Vas Gereben utca – Akadémiaújtelep, 525. tér                                           |
| 269                | Rákoscsaba vasútállomás – Színes utca                                                           |
| 270                | Újpest-központ M – Rákospalota, Csömöri-patak                                                   |
| 272                | Kelenföld vasútállomás M – Törökbálint, Márta utca                                              |
| 276E               | Örs vezér tere M+H – Rákoscsaba-Újtelep, Naplás út                                              |
| 277                | Bosnyák tér – Örs vezér tere M+H                                                                |
| 278                | Szigetszentmiklós, Szabadság utca – Csepel, Szent Imre tér                                      |
| 279                | Lakihegy, Cseresznyés utca – Szigetszentmiklós, Szabadság utca – Auchan, Sziget áruház          |
| 279B               | Lakihegy, Cseresznyés utca – Szigetszentmiklós, Teleki utca – Szigetszentmiklós, Szabadság utca |
| 280                | Auchan Sziget áruház – Szigetszentmiklós, Szabadság utca – Lakihegy, Cseresznyés utca           |
| 280B               | Szigetszentmiklós, Szabadság utca – Szigetszentmiklós, Teleki utca – Lakihegy, Cseresznyés utca |
| 281                | Aszódi utca – Ferencvárosi rendelőintézet (aller-retour)                                        |
| 282E               | Kőbánya-Kispest M – Alacskai úti lakótelep                                                      |
| 284E               | Kőbánya-Kispest M – Pestszentimre, Benjámin utca                                                |
| 287                | Budaörsi lakótelep – Budatétény vasútállomás (Campona)                                          |
| 294E               | Határ út M – Gyál, Vecsési út                                                                   |
| 296                | Újpalota, Szentmihályi út – Békásmegyer, Újmegyeri tér                                          |
| 296A               | Újpalota, Szentmihályi út – Káposztásmegyer, Szilas-patak                                       |
| 297                | Rákoscsaba-Újtelep vasútállomás – Nyeremény utca                                                |
| 298                | Rákoscsaba vasútállomás – Zimonyi utca                                                          |
| R158               | Széll Kálmán tér M – Zugliget, Libegő                                                           |